# NGC 363
NGC 363 (другие обозначения — MCG −3-3-23, NPM1G −16.0038, PGC 3911) — линзообразная галактика (S0) в созвездии Кит.
Джон Дрейер описывал её "очень слабая, очень маленькая, круглая ". По оценкам, расстояние до Млечного Пути 503 миллионов световых лет, диаметр около 90 000 световых лет. Вероятно, он образует гравитационно связанный дуэт с NGC 323.
В той же области неба IC 78, IC 79, IC 82.
Объект был обнаружен в ноябре 1885 года американским астрономом Фрэнсисом Орденом Ливенвортом.
Этот объект входит в число перечисленных в оригинальной редакции «Нового общего каталога».